# Il collezionista (film 1965)
Il collezionista (The Collector) è un film del 1965 diretto da William Wyler.

## Trama
Freddie Clegg, un nevrotico impiegato di banca a Londra con un debole per la raccolta di farfalle, gode di una vincita che lo rende finanziariamente indipendente. Grazie al denaro acquisito, lascia l'impiego in  banca e compra una proprietà nel Sussex, che arreda in previsione di una visita. Clegg rapisce Miranda Gray, una studentessa d'arte di cui è innamorato, e la rinchiude in un appartamento nel seminterrato.
Miranda, confusa sul da farsi perché Freddie non sta cercando né di chiedere un riscatto né la sta molestando sessualmente, cerca di ingraziarsi il suo rapitore e di sedurlo. Tuttavia la seduzione fallisce, perché Clegg ha ormai perso tutto il rispetto per lei. Mentre Freddie la riporta in cantina, lei lo colpisce con una pala. La lotta distrugge la fornace nel seminterrato, e l'uomo lega Miranda e la lascia sola nella cantina fredda e umida.
In seguito l'uomo si reca in un ospedale per farsi curare la ferita. Un'infermiera si prende cura di lui. Qualche giorno dopo Clegg ritorna alla casa, dove trova Miranda, che è gravemente ipotermica. Freddie cerca un medico, ma torna solo con alcune medicine, rinvenendo Miranda ormai cadavere. Clegg non si sente in colpa e la seppellisce sotto un albero. Nell'ultima scena si vede Freddie seguire l'infermiera che lo ha curato nella sua auto.

## Distribuzione
Presentato in concorso al 18º Festival di Cannes, valse ai suoi protagonisti Terence Stamp e Samantha Eggar rispettivamente il premio per la migliore interpretazione maschile e il premio per la migliore interpretazione femminile.

## Riconoscimenti
- Festival di Cannes 1965: premio per la migliore interpretazione maschile (Terence Stamp), premio per la migliore interpretazione femminile (Samantha Eggar)
- Golden Globe 1966: migliore attrice in un film drammatico (Samantha Eggar)